# Estação Rodoviária Governador Jackson Lago
O Estação Rodoviária de Imperatriz - Governador Jackson Lago é um terminal rodoviário localizado na cidade de Imperatriz, Maranhão, sendo um dos principais terminais rodoviários do interior do estado.

## Contexto
Inaugurado em junho de 2011, a Estação Rodoviária Governador Jackson Lago fica localizado próximo à Rodovia BR-010, no bairro Vila Redenção.
Recebeu uma nova reforma em 2015 para adequação às pessoas com mobilidade reduzida. É considerado o segundo maior terminal do Maranhão e conta com uma média de dois mil embarques e desembarques por dia.

## Estrutura
As frotas das principais empresas de transporte intermunicipais e interestaduais prestam serviços e possuem guichê no Terminal sendo algumas delas Transbrasiliana, Expresso Guanabara, Viação Progresso, Satélite Norte, Viação Itapemirim, Boa Esperança e Açailândia. Elas Fazem viagens para diferentes destinos, entre eles Ceará, Goiás, Piauí, Pernambuco, Brasília, Rio de Janeiro e São Paulo.
A estrutura do Terminal Rodoviário de Imperatriz foi feita em dois pavimentos e abrange um total de 11 mil metros quadrados. Ele é composto por 10 plataformas de embarque e nove de desembarque, que são interligadas por uma passarela de pedestres.
O Terminal possui restaurante, lanchonete, banca de revistas e jornais, guarda-volumes, sorveteria e caixa eletrônico. Para quem precisa aguardar, há cadeiras, na cor laranja, distribuídas em grupos de oito.
Um posto da Polícia Militar opera no local. E próximo ao setor do desembarque é possível encontrar ponto de táxi e moto táxi.
São oito sanitários gratuitos, femininos e masculinos, para atender aos passageiros que trafegam por ali, com acessibilidade para portadores de deficiência física. O estacionamento é gratuito e há espaço para embarque e desembarque.